# Главное автобронетанковое управление Министерства обороны

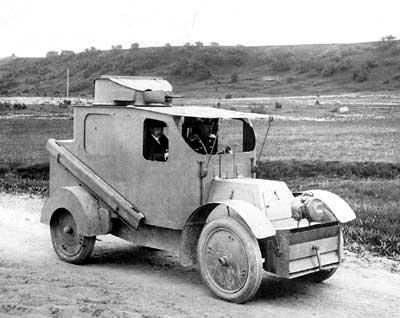
Бронеавтомобиль «Накашидзе-Шаррон». Россия, 1906 год.

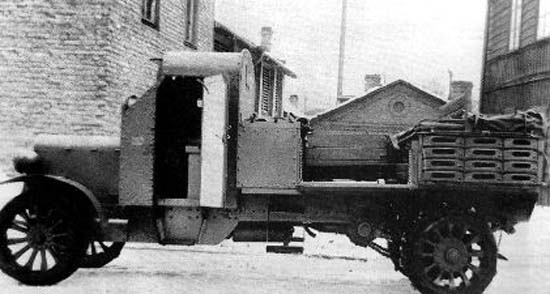
Броневой транспортёр боевых припасов, броневой автомобиль-«зарядный ящик», «Руссо-Балт тип М»

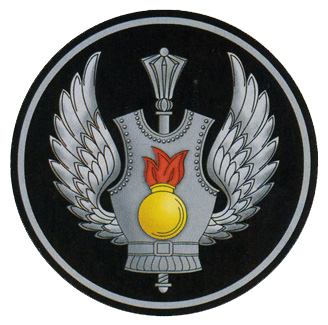
Нарукавный знак ГАБТУ Минобороны России, 2000-х годов.

Главное автобронетанковое управление Министерства обороны Российской Федерации — структурное формирование (орган военного управления) Министерства обороны Российской Федерации (Минобороны России).
В рабочих документах для наименования формирования применяются сокращения — ГАБТУ Минобороны России, ГАБТУ. Главное управление подчинено его начальнику, в генеральском, а ранее маршальском воинском звании. В современной России ГАБТУ входит в структуры МТО Вооружённых Сил Российской Федерации. Главупр является основным заказчиком и поставщиком автомобильной, броневой и танковой техники (БТТ) в войска и силы ВС России, напрямую взаимодействуя с оборонной промышленностью Российского государства.

## История
Русским военным теоретиком и практиком Дмитрием Алексеевичем Милютиным уже в 1912 году было предсказано появление и использование в Вооружённых силах России и мира автомобиля, бронеавтомобиля, танков и самоходных артустановок.

«Есть ли что-либо невозможное, например, в том, что автомобили не только вполне заменят повозки в обозах, но проберутся даже в полевую артиллерию. Вместо полевых орудий с конскою упряжью войдут в состязание на поле сражения подвижные бронированные батареи, и битва сухопутная уподобится битве морской.»— Д. А. Милютин, «Старческие размышления о современном положении военного дела в России» (1912 год).
В Вооружённых силах Российской империи ответственным за инженерное дело было Главное инженерное управление (ГИУ) которое ведало рассмотрением изобретений в области вооружения и военной техники, и принятие по ним решений.
В конце XIX века — начале XX веков во многих государствах мира, в том числе и Российской Империи начались процессы моторизации и механизации вооружённых сил. В армиях и флотах стали появляться автомобили, которые заменили повозки для подвоза провизии, боеприпасов. Появились первые проекты броневых поездов, дрезин, автомобилей, танков и иного вооружения и военной техники. В Русской армии уже в 1906 году начали создаваться автомобильные команды при инженерных войсках России.
К началу Первой мировой войны в Русской армии была сформирована 1-я автомобильная пулемётная рота на вооружении которой были броневые автомобили с пулемётами и пушками. Были приняты в опытную эксплуатацию первые боевые бронированные машины Накашидзе-Шаррон. Для заведования новыми формированиями и решением военно-технических вопросов на базе ГИУ было создано Главное военно-техническое управление (ГВТУ) Русской армии.
После великой смуты в России, в январе 1918 года,  в РККА понимая важность броневых сил был создан Совет броневых частей («Центробронь»), а в августе 1918 года — Центральное, а затем Главное броневое управление РККА.

### Бронетанковое управление
3 ноября 1929 года было создано Управление по механизации и моторизации РККА (УММ) на базе автомобильного отдела Военно-технического управления РККА, отдела механической тяги Артиллерийского управления РККА и Инспекции броневых сил. Начальник управления являлся одновременно начальником механизированных войск РККА и подчинялся непосредственно Народному комиссару по военным и морским делам СССР. Начальнику УММ РККА подчинялись механизированные соединения и части, не входящие в состав военных округов, а по вопросам специальной технической службы все механизированные войска РККА. На Управление, возлагалось руководство формированием, мобилизацией, боевой и технической подготовкой, обучением и службой механизированных войск РККА, а также всеми вопросами моторизации частей и транспорта РККА, их специальным снабжением и специальной подготовкой их личного состава.
Состав Управления входили:
- Учебно-строевое управление:
Отдел боевой подготовки
Организационно-мобилизационный отдел
- Техническое управление:
Танко-тракторный отдел
Отдел автобронемашин
Отдел бронепоездов и бронедрезин
Отдел складов и мастерских
- Финансовая часть
- Научно-технический комитет:
Секция танков и САУ
Секция броневых и транспортных автомашин и мотоциклов
Секция бронепоездов и бронедрезин
Секция тракторов и прицепов
Секция боевого применения и специальных служб
Секция организации производства и ремонта

Управление механизации и моторизации РККА проделало огромную работу по созданию автобронетанковой техники и формированию механизированных войск. Была разработана «Система танко-тракторно-авто-бронетанкового оружия», которая обосновала и определила пути дальнейшего развития автобронетанковой техники.
22 ноября 1934 г. УММ РККА было преобразовано в Автобронетанковое управление РККА (АБТУ РККА).
26 июня 1940 г. — Реорганизовано в Главное автобронетанковое управление Красной Армии
Состав:
- Управление боевой подготовки автобронетанковых войск
- Бронетанковое управление
- Автотракторное управление
- Управление эксплуатации и ремонта автобронетанкового и тракторного парка
- Мобилизационно-плановый отдел
- Отдел кадров
- Финансовый отдел
- Общая и секретная часть

Создание на базе АБТУ РККА в июле 1940 года Главного автобронетанкового управления Красной Армии (ГАБТУ КА), в сущности было дальнейшим развитием существующей структуры. В соответствии с утвержденным в начале 1941 года положением о Главных и Центральных управлениях НКО на ГАБТУ была возложена ответственность за боевую и мобилизационную подготовку родов войск, своевременное его материальное обеспечение, совершенствование вооружения и техники.
Начальник ГАБТУ является одновременно начальником автобронетанковых войск Красной Армии и по этой линии осуществлял руководство начальниками автобронетанковых войск военных округов.

#### Великая Отечественная война
Начавшаяся 22 июня 1941 года Великая Отечественная война внесла свои коррективы в структурное развитие автобронетанковых войск.
В 1941 году был создан Отдел броневых поездов. В задачу Отдела входило общее руководство формированиями (отдельный броневой поезд (обепо, обп), отдельный дивизион броневых поездов (однбп)), их использованием на театре войны и театрах военных действий, организация изготовления, оборудования изделий артиллерийскими и зенитными средствами, материального и технического снабжения, ремонта и переоборудования бронепоездов (изделие) в прифронтовых железнодорожных депо и на тыловых ремонтных базах ГАБТУ КА.
В январе 1942 года в состав ГАБТУ включается управление военно-учебных заведений бронетанковых и механизированных войск.
В феврале 1942 года отдел броневых поездов был переформирован в Управление броневых поездов и бронемашин, которое также вошло в Главное автобронетанковое управление.
В конце 1942 года-начале 1943 года произошли коренные изменения в структуре ГАБТУ.
Так, во исполнение Постановления № ГОКО-2537с от 24 ноября 1942 г. создано Главное автомобильное управление Красной Армии (ГАУ КА).
Задачи, связанные с организацией снабжения, эксплуатацией, ремонтом автомашин и подготовкой автомобильных кадров Красной Армии были выделены из Главного автобронетанкового управления Красной Армии и переданы Главному автомобильному управлению.
Задачи, связанные с организацией снабжения, эксплуатацией, ремонтом тракторов и подготовкой кадров для них, были выделены из Главного автобронетанкового управления Красной Армии и переданы Главному управлению командующего артиллерией Красной Армии и Главному артиллерийскому управлению Красной Армии.
7 декабря 1942 года Главное автобронетанковое управление Красной Армии было реорганизовано в два главных управления (Постановление № ГОКО-2589с):
- Главное управление формирования и боевой подготовки бронетанковых и механизированных войск Красной Армии, в состав которого вошли:
управление формирования и укомплектования бронетанковых и механизированных войск
управление боевой подготовки бронетанковых и механизированных войск
управление военно-учебных заведений бронетанковых и механизированных войск
- Главное бронетанковое управление Красной Армии, в состав которого вошли:
танковое управление
управление ремонта танков
управление эксплуатации танков
управление бронепоездов и бронемашин
научно-испытательный бронетанковый полигон

Главное бронетанковое управление стало одним из структурных подразделений образованного  Управления командующего бронетанковыми и механизированными войсками Красной Армии. Так организационно завершилось выделение бронетанковых и механизированных войск в самостоятельный род войск.

#### Послевоенные реорганизации
Перестройка Вооруженных Сил в послевоенный период была продиктована условиями массового сокращения численности личного состава. Радикальные изменения в структуре центральных органов управления войсками и службами проводились с целью приведения их в соответствие со сложностью и приоритетами решаемых задач мирного времени.
В декабре 1952 года Главное бронетанковое управление (ГБТУ) выводится из подчинения Командующего бронетанковых и механизированных войск и на прямую подчиняется заместителю военного министра по бронетанковому вооружению.
В первой половине 1953 года ГБТУ вновь подчинили Командующему БТ и МВ.
В декабре 1953 года ликвидируется должность Командующего БТ и МВ и вводится должность Начальника бронетанковых войск, соответственно Управление Командующего БТ и МВ было преобразовано в Управление начальника бронетанковых войск.
В ноябре 1960 года Управление начальника бронетанковых войск было реорганизовано в Управление начальника танковых войск.
В июле 1966 года ликвидируется Главное бронетанковое управление с подчинением всех его структур начальнику танковых войск.
В июле 1980 года Управление начальника танковых войск было преобразовано в Главное бронетанковое управление.

### Автотракторное управление
В январе 1943 года было сформировано Главное автомобильное управление (ГАУ) Красной Армии.
В январе 1946 года Главное автомобильное управление Красной Армии было преобразовано в Автомобильное управление Вооружённых Сил СССР.
В 1949 году на базе Автомобильного управления ВС и Тракторного управления ГАУ ВС было сформировано Главное автотракторное управление (ГАВТУ).
В 1953 году Главное автотракторное управление было преобразовано в Автотракторное управление (АВТУ) МО СССР.
В 1961 году Автотракторное управление МО СССР было преобразовано в Центральное автотракторное управление (ЦАВТУ) МО СССР.
В декабре 1982 года Центральное автотракторное управление МО СССР было переименовано в Главное автомобильное управление (ГЛАВТУ) МО СССР.

### Главное автобронетанковое управление
В декабре 1994 года ГБТУ Минобороны России и ГЛАВТУ Минобороны России были переформированы в Главное автобронетанковое управление Министерства обороны Российской Федерации (ГАБТУ Минобороны России). ГАБТУ Минобороны России и сегодня является основным разработчиком военно-технической политики в области военной автомобильной техники и бронетанкового вооружения и техники. Также это основной заказчик и поставщик бронетанковой и автомобильной техники в войска.
22 ноября 2019 года Главное автобронетанковое управление удостоено грамоты Верховного главнокомандующего Вооруженными силами Российской Федерации.

## Начальники
- Командарм 2-го ранга Халепский Иннокентий Андреевич — начальник Управления механизации и моторизации (УММ) РККА (1929—1934), начальник Автобронетанкового управления (АБТУ) РККА (1934—1937)
- Генерал-полковник Павлов Дмитрий Григорьевич — начальник Автобронетанкового управления (АБТУ) РККА (1937—1940)
- Маршал бронетанковых войск Федоренко Яков Николаевич — начальник Главного автобронетанкового управления (ГАБТУ) КА (1940—1942), командующий бронетанковыми и механизированными войсками (БТ и МВ) (1942—1947)
- Генерал-полковник Белокосков Василий Евлампиевич — начальник Главного автомобильного управления (ГАУ) КА (январь—октябрь 1943 г.)
- Генерал-лейтенант Тягунов Иван Петрович — начальник Главного автомобильного управления (ГАУ) КА (1943—1946), начальник Автомобильного управления (АУ) ВС СССР (1946—1947)
- Маршал бронетанковых войск Рыбалко Павел Семенович — командующий бронетанковыми и механизированными войсками (БТ и МВ) (1947—1948)
- Генерал-лейтенант Сосенков Александр Андреевич — начальник Автомобильного управления ВС СССР (1947—1948), начальник Главного автотракторного управления (ГАВТУ) ВС СССР (февраль—октябрь 1949 г.)
- Маршал бронетанковых войск Богданов Семен Ильич — командующий бронетанковыми и механизированными войсками (БТ и МВ) ВС СССР (1948—1953)
- Генерал-полковник Сусайков Иван Захарович — начальник Главного автотракторного управления (ГАВТУ) ВС СССР (1949—1951)
- Генерал-майор Дацюк Александр Иосифович — начальник Главного автотракторного управления (ГАВТУ) ВС СССР (1951—1952)
- Генерал-полковник Коровников Иван Терентьевич — начальник Главного автотракторного управления (ГАВТУ) ВС СССР (1952—1953), начальник Автотракторного управления (АВТУ) МО СССР (1953—1961), начальник Центрального автотракторного управления (ЦАВТУ) МО СССР (1961—1963)
- генерал-полковник Радзиевский Алексей Иванович — начальник бронетанковых войск (БТ) ВС СССР (1953—1954)
- Маршал бронетанковых войск Полубояров Павел Павлович — начальник бронетанковых войск (БТ) ВС СССР (1954—1969)
- Генерал-полковник Бурдейный Алексей Семёнович — начальник Центрального автотракторного управления (ЦАВТУ) МО СССР (1963—1970)
- Главный маршал бронетанковых войск Бабаджанян Амазасп Хачатурович — начальник танковых войск (ТВ) МО СССР (1969—1977)
- Генерал-полковник Смирнов Александр Тимофеевич — начальник Центрального автотракторного управления (ЦАВТУ) МО СССР (1970—1982)
- Генерал-полковник Потапов Юрий Михайлович — начальник танковых войск (ТВ) МО СССР (1978—1980), начальник Главного бронетанкового управления (ГБТУ) МО СССР (1980—1987)
- Генерал-полковник Балабай Иван Васильевич — начальник Главного автомобильного управления (ГЛАВТУ) МО СССР (1982—1989)
- Генерал-полковник Попов Василий Фёдорович — начальник Главного автомобильного управления (ГЛАВТУ) МО СССР (1989—1991)
- Генерал-полковник Зазулин Николай Афанасьевич — начальник Главного автомобильного управления (ГЛАВТУ) МО СССР (1991—1995)
- Генерал-полковник Галкин Александр Александрович — начальник Главного бронетанкового управления (ГБТУ) МО СССР' (1987—1995), начальник Главного Автобронетанкового управления (ГАБТУ) Минобороны России (1995—1996)
- Генерал-полковник Маев Сергей Александрович — начальник Главного автобронетанкового управления (ГАБТУ) Минобороны России (1996—2004)
- Генерал-полковник Полонский Владислав Александрович — начальник Главного автобронетанкового управления (ГАБТУ) Минобороны России (2004—2007)
- Генерал-лейтенант Ершов Николай Федорович — начальник Главного автобронетанкового управления (ГАБТУ) Минобороны России (2007—2009)
- Генерал-лейтенант Шевченко Александр Александрович — начальник Главного автобронетанкового управления (ГАБТУ) Минобороны России (2009—2019)[5][6]
- Генерал-майор Бибик Сергей Владимирович — начальник Главного автобронетанкового управления Минобороны России (2019—2021)
- С 24 января 2022 года начальником Главного автобронетанкового управления Минобороны России является генерал-лейтенант Шестаков Александр Анатольевич